# آبجوپنگ

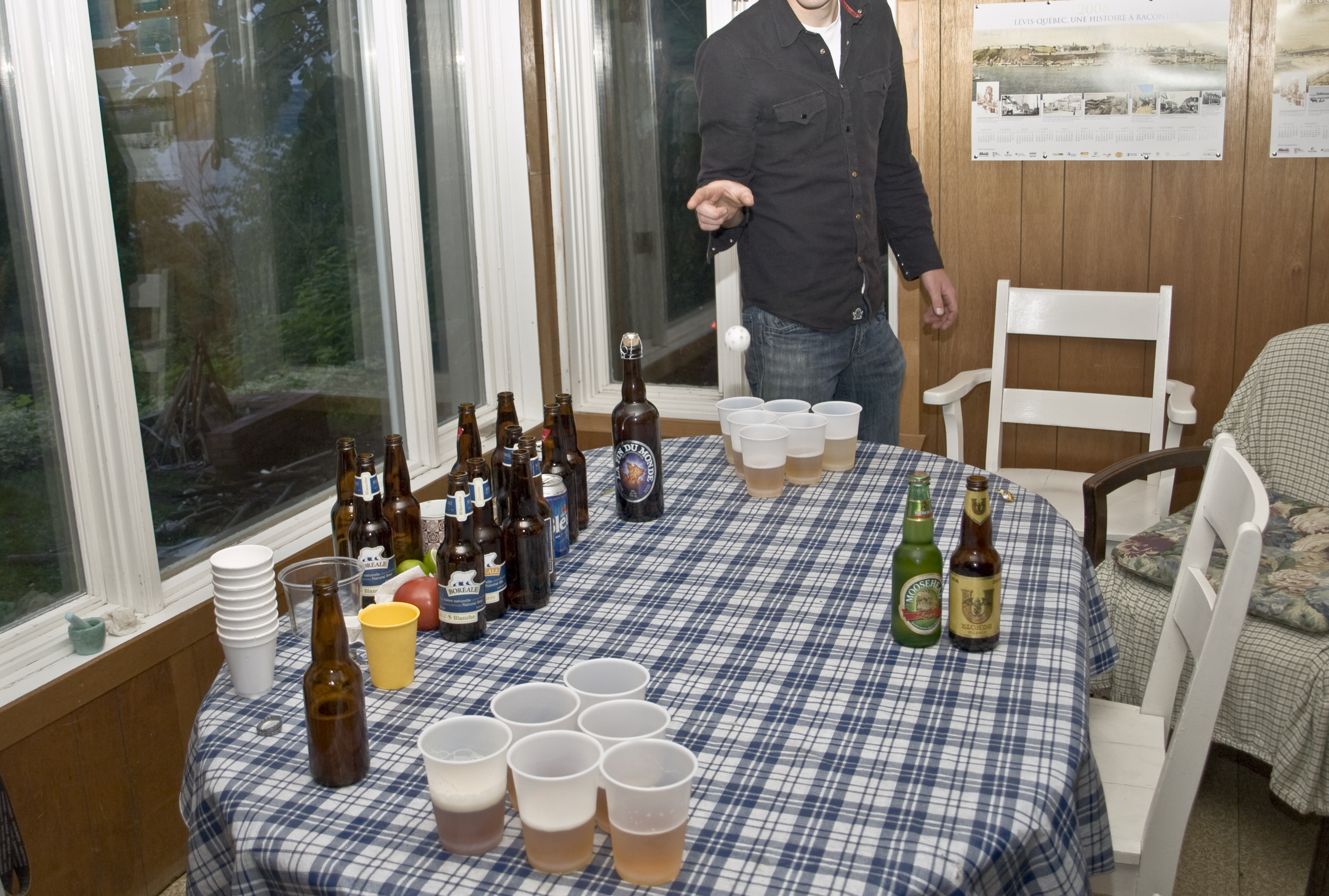
میز بازی آبجوپنگ

آبجوپُنگ یا بی‌یرپُنگ که با نام بیروت هم شناخته می‌شود، یک گونه از بازی‌های آشامیدنی است که در آن بازیگران تلاش می‌کنند توپ‌های پینگ‌پنگ را از روی میز به گونه‌ای پرتاب کنند که در یکی از لیوان‌های آبجو در آن سوی میز فرود آید. این بازی معمولاً با دو گروه دو نفری هر یک با ده لیوان که به گونه سه‌گوش روی میز جای گرفته‌است، بر پا می‌گردد.
هر تیم به صورت نوبتی می‌کوشد که توپ‌های پینگ‌پنگ را به سوی لیوان‌های تیم روبرو پرتاب کند. اگر یک توپ در یک لیوان جای بگیرد محتویات آن لیوان باید توسط تیم دیگر نوشیده شده و آن لیوان از روی میز برداشته شود. نخستین تیمی که همه لیوان‌های تیم روبرو را از روی میز بردارد، برنده بازی خواهد بود.